# Доломьё, Деода де
Деода́ Гратэ́ де Доломьё (фр. Déodat Gratet de Dolomieu), рождённый как Дьёдоннэ́ Сильвэ́н Ги Танкрэ́д Гратэ́ де Доломьё (фр. Dieudonné Sylvain Guy Tancrède Gratet de Dolomieu; 23 июня 1750, Доломьё возле Ля-Тур-дю-Пэн — 28 ноября 1801, Шатонёф) — французский геолог и минералог, в честь которого назван минерал доломит.

## Биография
Один из 11 детей маркиза де Доломьё; родился в поместье Доломьё возле Ля-Тур-дю-Пэн (La Tour-du-Pin) в Дофине. Еще юношей был принят в Мальтийский орден и на 19-м году, за убийство на дуэли, был приговорен к смертной казни, заменённой, однако, заключением. В тюрьме Доломьё начал заниматься естественными науками и, по освобождении, продолжая свои занятия в Меце, опубликовал в 1775 году свои первые исследования «О силе тяжести» (Recherches sur la pesanteur), за которые был избран в корреспонденты Парижской академии наук.
В продолжение 14 лет (1777—1791) совершил множество путешествий пешком и вернулся в 1791 году во Францию с драгоценными минералогическими коллекциями и большим запасом новых геологических данных. Напечатал много мемуаров в «Физическом журнале» (Journal de Physique):
- «Путешествие к Липарским островам» (Voyage aux isles de Lipari) (1783),
- «О землетрясениях в Калабрии» (Sur le tremblement de terre de la Calabrie) (1784),
- «Записки об островах Понс и вулкане Этна» (Mémoires sur les isles Ponces et catalogue raisonné de l’Etna) (1788) и др.

Во Франции Доломьё продолжал геологические исследования в городах Оверни и Вогезах, результатом чего были его работы о происхождении базальтов и названного его именем доломита. В 1796 году Доломьё получил кафедру в новоучрежденной Школе шахт (École des mines) и избран в члены Института.
Первоначально активно поддерживал Великую французскую революцию, однако разочаровался из-за гибели ряда своих друзей и родственников. В итоге стал сторонником Наполеона Бонапарта, который взял того в научный контингент своего вторжения в Египет. При возвращении из египетской экспедиции, Доломьё был объявлен в Тарсите военнопленным (1799). Пленники были скоро обменяны, за исключением Доломьё, узнанного своими прежними сослуживцами, мальтийскими рыцарями, и брошенного в тюрьму. Почти два года провел он в мессинской тюрьме, и здесь, на страницах единственной дозволенной ему книги — Библии, писал свой последний труд «Размышления о минералогии» (Philosophie minéralogique) (издан после его смерти, в 1802 году). Получив, по заключении мира, свободу в 1801 году, он скоро умер во время путешествия по Швейцарии. Дневник его последнего путешествия по Швейцарии издан «Brum-Neergard» (1802).